# ۲۸۷ (میلادی)
۲۸۷ (میلادی) دویست و هشتاد و هفتمین سال تقویم میلادی است.

## درگذشتگان
- ۲۰ ژانویه – ساینت سباستین، سرباز در روم باستان